# Samantha Bailly
Pour les articles homonymes, voir Bailly.
Œuvres principales
- Série Au-delà de l'oraison
- Série Les Stagiaires
- Série Nos âmes jumelles

Samantha Bailly, née le 16 novembre 1988, est une auteure, scénariste et vidéaste française. Elle est présidente de la Charte des auteurs et des illustrateurs jeunesse de 2017 à 2019 et de la Ligue des auteurs professionnels de 2018 à 2021. Elle est la cofondatrice de Parenthèse, un lieu mêlant tourisme durable et créativité dans la forêt d'Orléans.

## Biographie
À l’issue d'un parcours d’études littéraires, Samantha Bailly obtient un master de littérature comparée et un master de lettres appliquées aux techniques éditoriales et à la rédaction professionnelle. En parallèle de ses études, elle travaille au sein de la société de jeux vidéo Ubisoft.
Son premier roman, La Langue du silence, réédité aux éditions Bragelonne sous le titre Oraisons, reçoit le prix Imaginales des lycéens 2011 et le prix Jeunesse Marais Page 2011.
Auteur de romans de fantasy, de romans réalistes contemporains, de contes, de scénarios de mangas et de films, elle navigue entre tous les genres qui interpellent son imaginaire. Son projet majeur est la construction d’une fresque d’ouvrages sur sa génération et son rapport au réel. En 2014 est sorti le roman Les Stagiaires, dont les droits ont été cédés au cinéma, puis en 2017 et 2018 À durée déterminée et Indéterminés aux éditions Jean-Claude Lattès.
Samantha Bailly tente de déchiffrer à travers la fiction les mécanismes qui vont de pair avec ce que l’on nomme « la génération Y », les personnes nées approximativement entre le début des années 1980 et la fin des années 1990.
Elle a écrit le scénario de la série manga Alchimia, publiée chez Pika Édition, ainsi que divers scénarios pour les jeux vidéo.
En automne 2018, elle annonce sa décision de devenir une « autrice hybride » : sans quitter l'édition traditionnelle pour ses œuvres déjà insérées dans le circuit, elle expérimente l'autopublication et la commercialisation numérique indépendante de La Marelle. Interrogée dans la presse, elle explique sa démarche : « Le constat que j’opère, comme tous les auteurs, c’est que les revenus diminuent. Et que l’édition numérique permet un complément de revenu intéressant. » Cependant, avant même la parution du livre, cette initiative lui vaut immédiatement une volée de bois vert de la part d'éditeurs et de libraires français sur les réseaux sociaux, que la dimension sexiste apparente, selon une tribune, à une « chasse aux sorcières ».
Elle finit par avoir gain de cause avec d'autres auteurs auto-édités : à partir du 15 septembre 2020, ces auteurs bénéficient d'une couverture sociale au même titre que leurs confrères et consœurs qui travaillent avec des éditeurs.
En 2021, elle cofonde Parenthèse, un lieu alliant tourisme durable et créativité dans la forêt d'Orléans. Reprenant un ancien terrain de camping abandonné, elle et son mari y replantent 2000 arbres, un potager en permaculture et un Jardin-Forêt. Parenthèse propose des retraites créatives et des résidences de création. Les tiny houses sont personnalisées par des artistes et écrivains tels que Mona Chollet, Mathou, Pénélope Bagieu ou Marie Spénale.
En parallèle, elle rejoint le studio de jeux vidéo [2.21] en tant que narrative designer. Elle travaille sur le reboot du jeu culte des années 90 Little Big Adventure, avec Frédérick Raynal.

## YouTube
En 2016, Samantha Bailly lance une chaîne YouTube qui aborde des thèmes très ciblés autour de l’écriture : comment structurer son histoire, le fonctionnement de l’envoi de son manuscrit à des éditeurs ou encore ce que c’est de vivre de l’écriture en France. À contre-courant du milieu éditorial français, elle y défend la profession d'agent littéraire, intermédiaire entre l'auteur et son ou ses éditeurs,.
En mars 2019, elle commence une série de vlog avec Anne-Fleur Multon, dans laquelle elles présentent les sessions d'écritures de leur roman C'est pas ma faute, paru le 12 mars 2020.

## Engagements sociaux

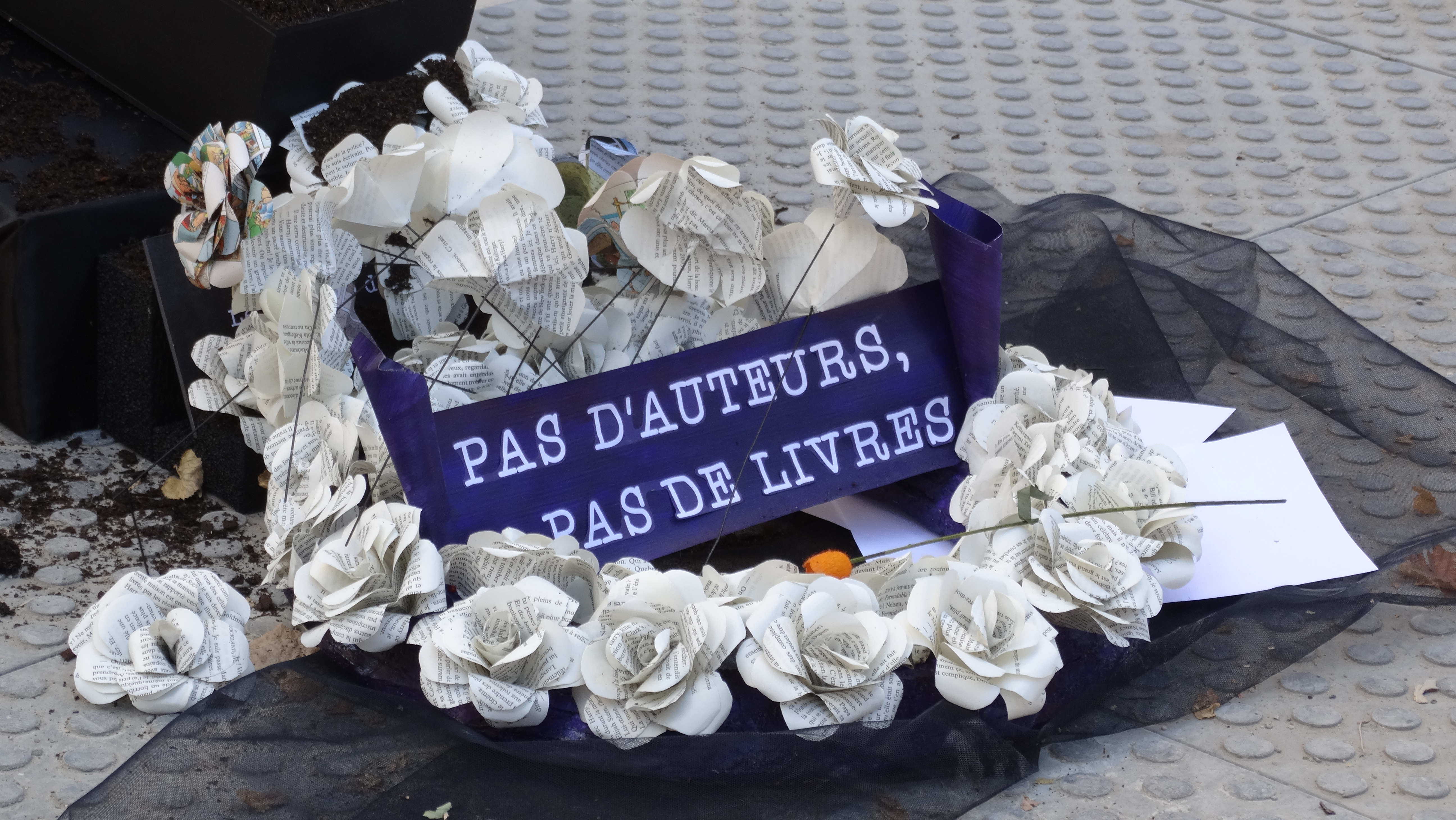
Couronne mortuaire lors des obsèques du Livre de Demain, happening satirique du mouvement #PayeTonAuteur, en juillet 2018 au Jardin du Palais-Royal.

Le 24 mai 2017, elle est élue présidente de la Charte des auteurs et des illustrateurs jeunesse. Très engagée dans la défense des droits des auteurs, elle mène sur les réseaux sociaux le mouvement #PayeTonAuteur et #AuteursEnColère à partir de mars 2018,.
Le 6 septembre 2018, à la Maison de Balzac à Paris, en association entre la Charte et les États généraux de la Bande dessinée, elle participe à la fondation de la Ligue des auteurs professionnels. Rassemblement inédit de toutes les personnes rémunérées en droits d'auteur (professionnelles de l'écriture de fiction et de non-fiction, illustration et traduction) sans distinction de genres littéraires, de notoriété et de revenus, la Ligue estime qu'« il est urgent de construire les changements qui permettront de sauver un métier en grand danger ». Samantha Bailly en devient présidente, secondée de Marie-Aude Murail comme vice-présidente autrice, Denis Bajram en vice-président illustrateur, avec le soutien de Tatiana de Rosnay et Joann Sfar, respectivement présidente et président d'honneur. La Guilde française des scénaristes salue le jour même par communiqué de presse la création de la Ligue.
En 2020, elle s'implique fortement en tant que présidente de la Ligue des auteurs professionnels pour la mise en application du rapport Racine, qui préconise la création d'un véritable statut professionnel aux artistes-auteurs,,.
En mars 2021, la ministre de la Culture Roselyne Bachelot écarte le choix politique de la création d'un statut professionnel. Samantha Bailly s'exprime dans une longue tribune en faveur des artistes-auteurs, tribune dans laquelle elle explique démissionner de toutes ses fonctions (notamment Ligue des auteurs professionnels et Conseil d’administration du CNL) en réaction à l'insuffisance des actions du gouvernement.
Son engagement bénévole pour les droits sociaux de sa profession se poursuit à travers l’association Ce qui nous lie, ayant pour objectif de construire des résidences de création innovantes.

## Œuvres

### SérieSouvenirs perdus
1. Étrangère, Syros, 2014
2. Cendres, Syros, 2014
3. Pluie, Syros, 2015

### SérieAu-delà de l'oraison

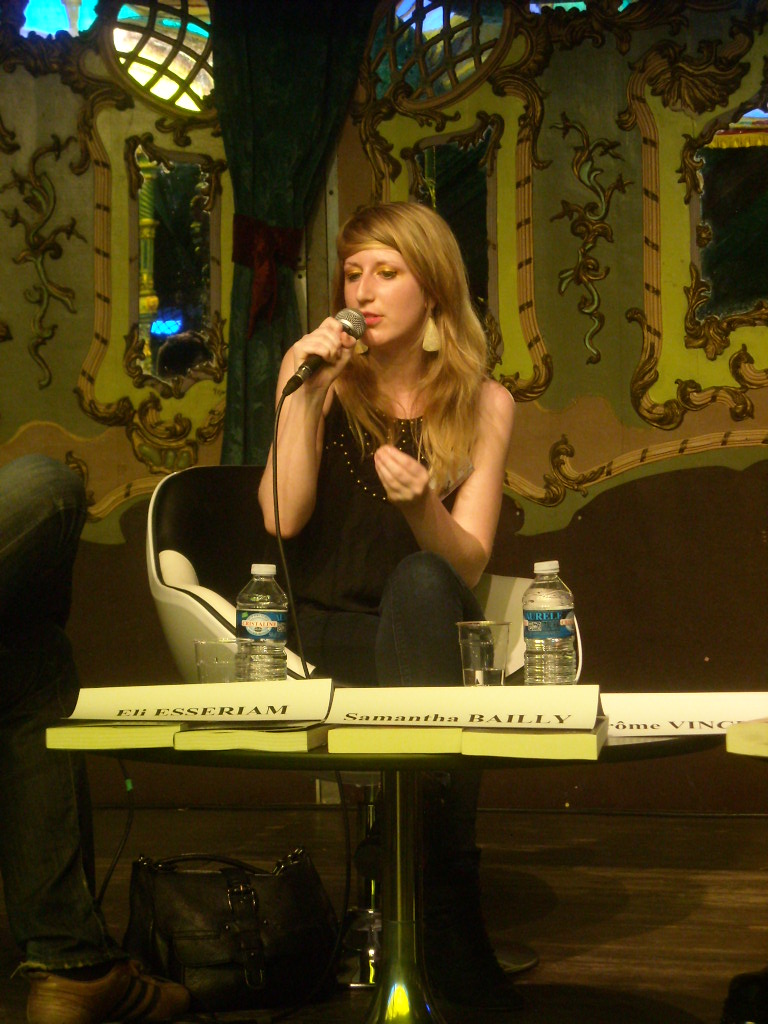
Samantha Bailly lors des Imaginales 2012

1. La Langue du silence, Mille Saisons, 2009Samantha Bailly lors des Imaginales 2012
2. La Chute des étoiles, Mille Saisons, 2010
3. Oraisons - L'Intégrale, Bragelonne, 2013

### SérieLes stagiaires
1. Les Stagiaires, Milady, 2014
2. A durée déterminée, JC Lattès, 2017
3. Indéterminés, JC Lattès, 2018

### SérieNos âmes jumelles
1. Nos âmes jumelles, Rageot, 2015
2. Nos âmes rebelles, Rageot, 2016
3. Nos âmes plurielles, Rageot, 2017

### Romans indépendants
- Lignes de vie, Volpilière, 2010
- Ce qui nous lie, Milady, 2013
- À pile ou face, Rageot, 2013
- Métamorphoses, Bragelonne, 2014
- La Marelle, autopublication, 2018
- C'est pas ma faute, Pocket Jeunesse, 2020, Anne-Fleur Multon et Samantha Bailly,

### Contes
- La Princesse au bol enchanté, nobi nobi !, 2012
- Kotori, le chant du moineau, nobi nobi !, 2013

### Mangas
- Alchimia, tome 1, Pika Édition, 2016
- Alchimia, tome 2, Pika Édition, 2018

### Pratique
- Stagiaires, le guide de survie ! : Sois stage et tais-toi..., Éditions Larousse, 2016